# بروك بروير (كاتب)
بروك بروير (بالإنجليزية: Brock Brower)‏ (21 نوفمبر 1931 في الولايات المتحدة - 16 أبريل 2014، سانتا باربارا في الولايات المتحدة)؛ كاتب سيناريو وروائي أمريكي.

## الجوائز
- منحة رودس